# Bogen (Waffe)

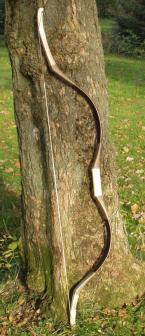
Moderne Nachbildung eines hunnischen Kompositbogens aus glasfaserverstärktem Kunststoff

Der Bogen (Plural: Bogen oder Bögen), seltener auch verdeutlichend Pfeilbogen genannt, ist eine Abschussvorrichtung für Pfeile. Der Bogenbauer wird Bogner genannt. Seit der ausgehenden Altsteinzeit (30.000–10.000 v. Chr.) beweisen archäologische Funde die Nutzung von Pfeil und Bogen als Jagdwaffe. Seit der späten Jungsteinzeit wurden Pfeil und Bogen auch als Kriegswaffe eingesetzt. Heute dient der Bogen in Europa als Sportgerät beim Bogenschießen, in einigen Ländern der Bogenjagd und dem Bogenfischen. Als Kinderspielzeug werden Pfeil und Bogen auch als Flitze- oder Flitzbogen bezeichnet.

## Aufbau und Funktionsprinzip

Aufbau eines Recurve-Bogens (Take Down)

Ein Bogen besteht stets aus einem elastischen, stabähnlichen Gegenstand, dem eigentlichen Bogen, dessen Enden durch eine Schnur, die Bogensehne, verbunden werden. Traditionelle Bögen wurden aus Holz, Horn und Tiersehnen gefertigt; ein hochwertiger Kompositbogen erforderte einen aufwändigen mehrmonatigen Herstellungsprozess. Moderne Bögen bestehen meist aus Holz-, glasfaserverstärkten (GFK) oder kohlenstofffaserverstärkten (CFK) Kunststoffkomposita.

### Komponenten
Der Bogen selbst kann in fünf Abschnitte gegliedert werden: ein meist starres Mittelteil, das als Griff für den Bogenschützen dient (Griffstück), zwei daran anschließende flexible Wurfarme und die beiden abschließenden Bogenenden, die Tips oder Nocken, an denen die Bogensehne befestigt wird. Beim Einhängen der Bogensehne, dem Spannen des Bogens, müssen die Wurfarme gekrümmt werden, dies sorgt für die Vorspannung des Bogens. Beim Ausziehen der Bogensehne (Auszug), werden die Wurfarme stärker gekrümmt und speichern Energie. Diese sorgt beim Loslassen, dem Lösen der Sehne (des Pfeiles), für die Beschleunigung des aufgelegten Pfeils. Das Prinzip ist dem einer Blattfeder mit anfangs degressiver und in weitem Auszug zunehmend progressiver Federkennlinie vergleichbar. Ein Bogen ist ein Leistungswandler: die beim Auszug langsam aufgewandte und in dem Bogen gespeicherte Zugarbeit des Schützen wird beim Lösen in kürzester Zeit in eine schnelle Wurfarmbewegung umgewandelt und auf den Pfeil übertragen. Deshalb darf ein ausgezogener Bogen niemals ohne Pfeil gelöst werden (Leerschuss) – es besteht Bruch- und Verletzungsgefahr! Die komplette gespeicherte Energie entlädt sich mangels Pfeilmasse als trägem Gegengewicht fast augenblicklich ausschließlich im Bogenmaterial. Einzig noch abführende und bremsende Wirkung haben die trägen Massen der beschleunigten Sehne und Wurfarme selbst. Der Bogen kann explosionsartig in mehrere Teile zersplittern.
Weil ein Pfeil nicht wie ein Geschoss durch explosive Treibmittel beschleunigt wird, sondern durch die Wurfarme, schießt ein Bogen nicht – ein Bogen „wirft“.

### Zuggewicht, Auszugslänge und Haltegewicht
Das Zuggewicht ist das Gewicht, das man bei einem fixierten Bogen an die Sehne hängen muss, um eine bestimmte Auszugslänge zu erreichen. Hersteller geben das Zuggewicht meist für die Standardauszugslänge von 28 Zoll (~ 71 cm) an, bei speziell für den Kunden gebauten Bögen (Custombogen) für dessen Auszugslänge. Es wird aus historischen Gründen überwiegend in englischen Pfund angegeben (1 # ≈ 0,454 kg). Eine typische Kennwertangabe auf einem Wurfarm lautet daher beispielsweise: 66″ 46# @ 28″ (gesprochen: „66 Zoll Bogenlänge, 46 lbs (engl. Pfund) Zuggewicht bei 28 Zoll Auszug“). Die Kennwerte eines Bogens sind üblicherweise auf der dem Schützen zugewandten Seite, dem Bauch des Bogens in Nähe des Griffes angegeben, bei handgefertigten Bögen handschriftlich zusammen mit der Signatur des Bogenbauers. Das maximal mögliche Zuggewicht eines Bogens wird maßgeblich durch die Steifheit der Wurfarme im Verhältnis zur Bogenlänge vorgegeben. Es kann mehr als 100 Pfund betragen, was einer Kraft von 444 N entspricht.

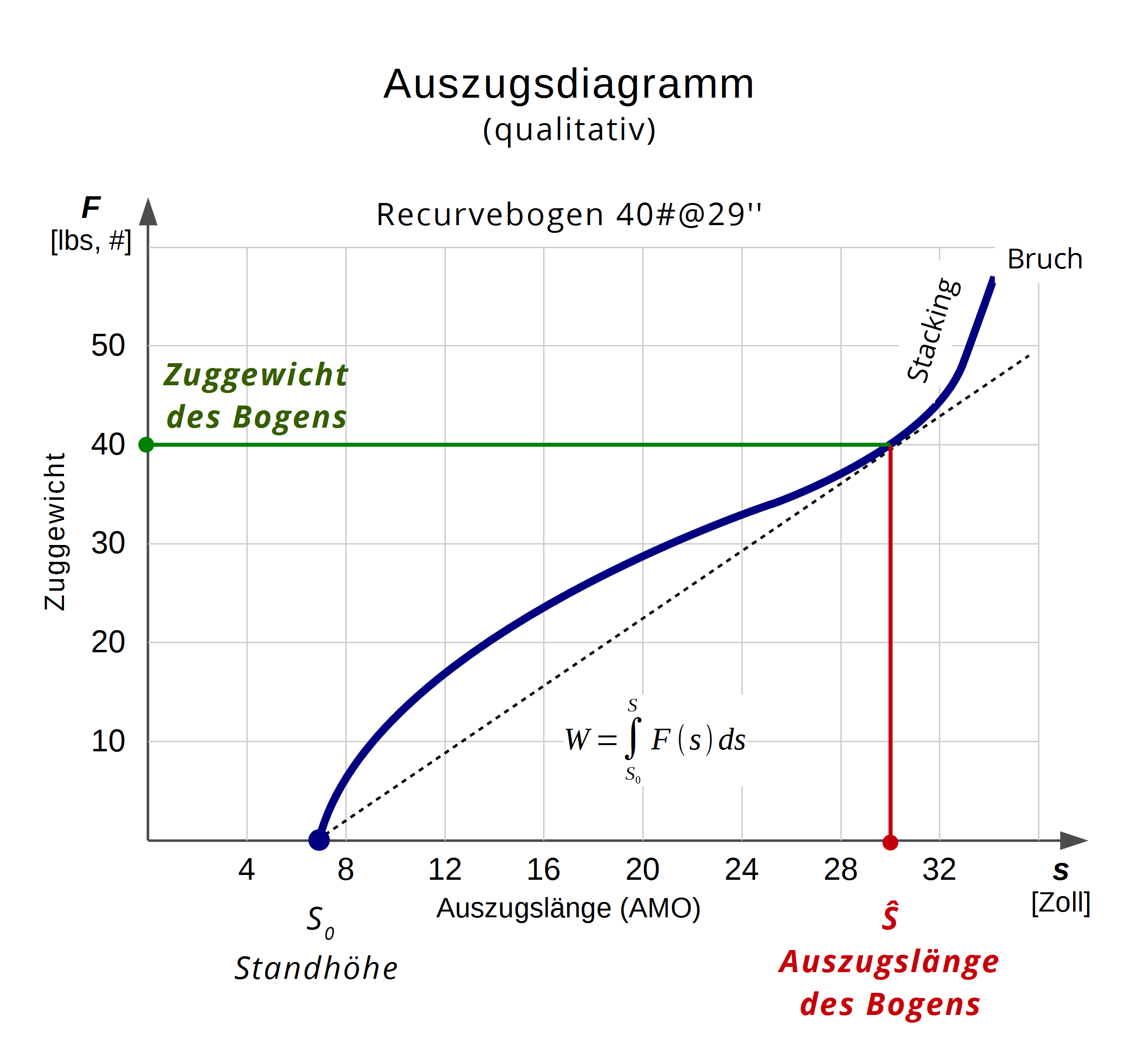
Auszugsdiagramm Bogen (Waffe)

Die Auszugslänge ist eine standardisiert gemessene Länge vom tiefsten Punkt des Griffstückes bis zum Nockpunkt an der Sehne im Ankerpunkt des Schützen bei ausgezogenem Bogen, plus 1 3⁄4 Zoll. Der Additionswert stellt näherungsweise Vergleichbarkeit mit einer alten Definition her, welche bis Vorderkante Bogen in Höhe der Pfeilauflage misst. Jeder Schütze hat eine individuelle Auszugslänge.
Das Haltegewicht bezeichnet die Kraft, die benötigt wird, um den Bogen gezogen zu halten. Die Bezeichnung ist üblich, wenn auch physikalisch nicht korrekt. Es handelt sich hier nicht um das Gewicht einer Masse, sondern um die Kraft, die dem Zug der Sehne entgegenwirkt.
Die tatsächlich zum Ziehen des Bogens benötigte Kraft steigt bei Lang- und Recurvebögen mit der Auszugslänge an, bis beim Vollauszug das Zuggewicht erreicht wird; das Haltegewicht entspricht stets dem Zuggewicht. Bei Compoundbögen ist die tatsächlich benötigte Zugkraft hingegen konstant, es wird aber im Gegenzug bei Vollauszug nur ein Bruchteil (üblicherweise 10 bis 20 Prozent) des Zuggewichts benötigt, um den Bogen im Vollauszug zu halten.
Beim Ziehen des Bogens über die angegebene Auszugslänge hinaus steigt das Zuggewicht und somit der Kraftaufwand rapide an, es kommt zum sogenannten Stacking. Die kontrollierte Kraftdosierung und damit die Kontrolle über eine konstante Pfeilgeschwindigkeit – und mit dieser wiederum die Treffsicherheit – nehmen ab. Es besteht Bogenbruch- und Verletzungsgefahr. Bei modernen Sportbögen signalisiert ein Klicker dem Schützen das Erreichen einer speziellen Zuglänge und damit das Erreichen seines Ankerpunktes.

### Grundformen
Die gängigste Form des Bogens ist der Rechtshandbogen. Dies bedeutet, dass der Schütze den Bogen mit der linken Hand hält (Bogenhand links) und die Bogensehne mit der rechten Hand auszieht (Zughand rechts). Man bezeichnet den Schützen auch als Rechtshandschützen. Bei einem Linkshandbogen bzw. Linkshandschützen kehren sich die Verhältnisse um. Die Wahl des Bogens wird aber keineswegs nur durch die Händigkeit des Schützen bestimmt, sondern auch durch dessen Augendominanz. Die Sehne mit dem Pfeil wird zu dem dominanten Auge geführt, weil dieses das Zielen übernimmt.

## Bogentypen und Einsatzbereiche

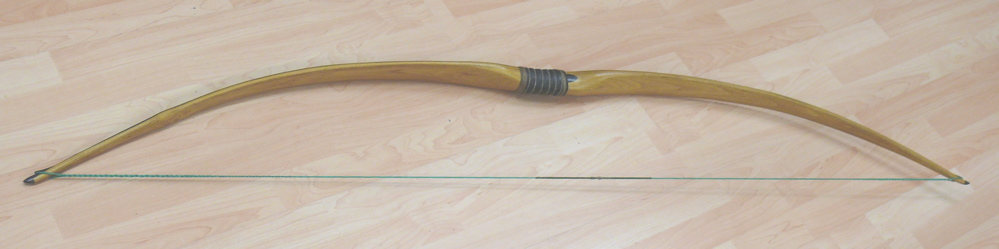
Primitivbogen aus einem Stück Holz

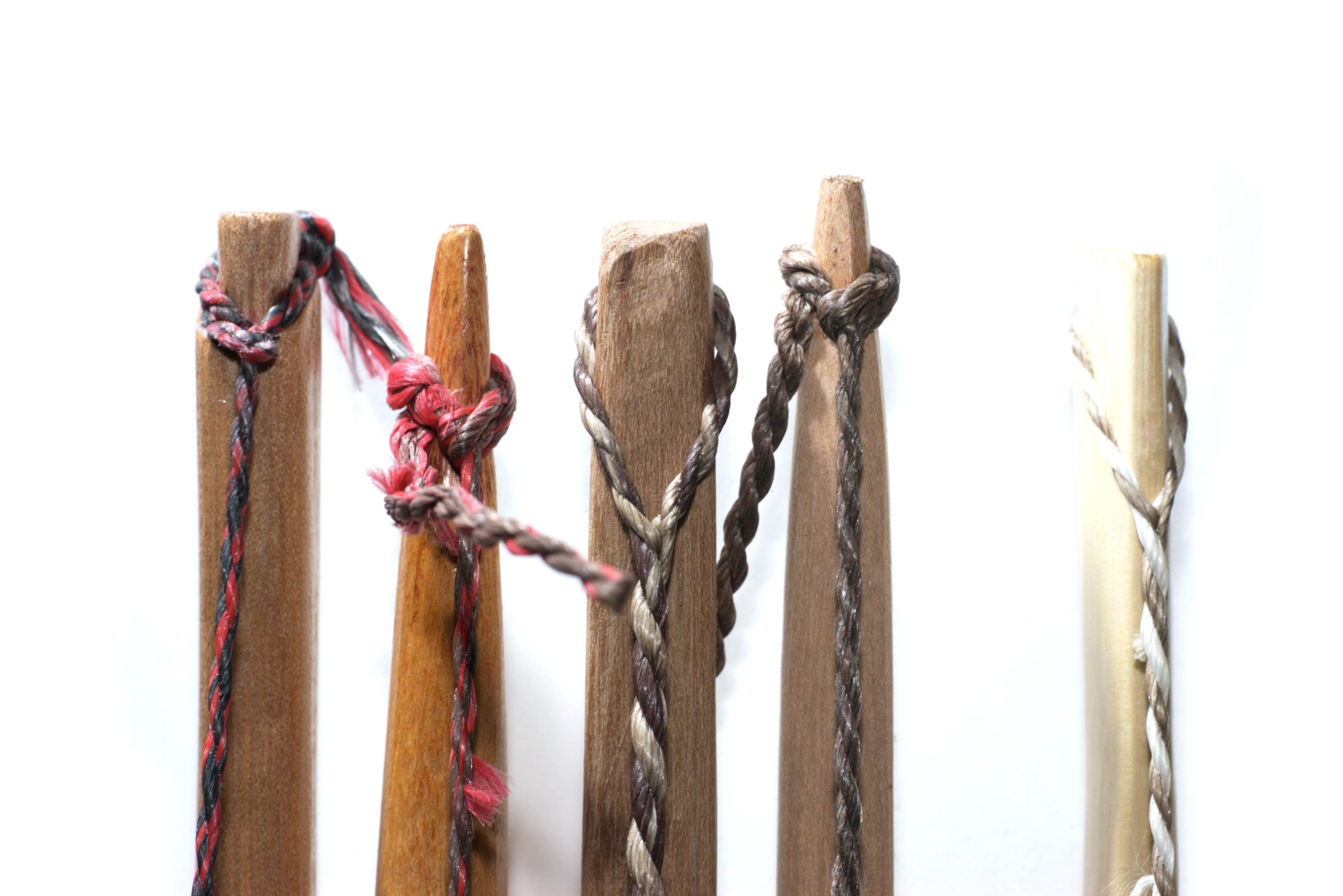
Unterschiedliche Tips an Primitiv-Bögen

Es existiert kein einzelnes, allgemeingültiges Klassifikationssystem für Bögen. Bogentypen können anhand verschiedener Eigenschaften wie dem verwendeten Material, der Auszugslänge, der Form des Bogens und ähnlichem beschrieben werden.

### Recurvebogen
Dieser Bogentyp besteht aus einem starren Mittelteil und zwei elastischen Wurfarmen. Diese sind im entspannten Zustand von der Seite des Schützen weggebogen. Im gespannten, aber nicht ausgezogenen Zustand ist die Biegung der Wurfarme immer noch so stark, dass die Sehne einige Zentimeter an den Wurfarmen anliegt. Meistens sind die Wurfarme abnehmbar (Take Down) und werden bei Bedarf mit Schrauben am Mittelteil befestigt. Es gibt aber auch einteilige Recurvebögen. Der Vorteil der zerlegbaren Bögen besteht neben den kleineren Transportmaßen auch darin, dass ein schweres Mittelstück aus Metall oder Kunststoff zur Stabilisierung des Bogens beim Abschuss beiträgt. Durch den Einsatz verschiedener Wurfarme lassen sich Zuggewicht und andere Eigenschaften des Bogens verändern. Defekte Wurfarme können ausgewechselt werden.
Im internationalen Bogensport ist der olympische Recurvebogen mit technischen Hilfsmitteln ausgestattet wie Visier, Stabilisatoren und Klicker. Demgegenüber kommt der sogenannte Blankbogen ohne diese Hilfsmittel aus. Der Recurvebogen ist die im Bogensport am weitesten verbreitete Bogenart und die einzige, die bei den Olympischen Spielen zugelassen ist.

### Primitivbogen
Ein Primitivbogen (traditioneller Bogen; Englisch: selfbow) ist in seiner ursprünglichen Form aus einem Stück Holz gefertigt, ohne dass ein Schussfenster (Englisch: shelf) und ein Griffbereich ausgeformt werden. Der einfache Bogen besitzt daher keine Pfeilauflage, sondern der Pfeil wird über den Handrücken der Bogenhand aufgelegt.
„Primitivbogen“ als Bogenklasse im heutigen traditionellen Bogensport bedeutet vor allem, dass nur Bogen zugelassen sind, die ausschließlich aus natürlichen (d. h. vorindustriellen) Materialien bestehen. Daher können Backing und Griffleder vorhanden sein, sofern sie aus Naturmaterialien bestehen.
Auch die Bogensehne muss aus Naturmaterialien (Flachs, Leinen, Sehne, Leder, Haut etc.) gefertigt sein. Sie wird in den Tips eingehängt.
In Europa verwendete Hölzer sind z. B. Eibe, Esche, Ahorn und Robinie.

### Langbogen

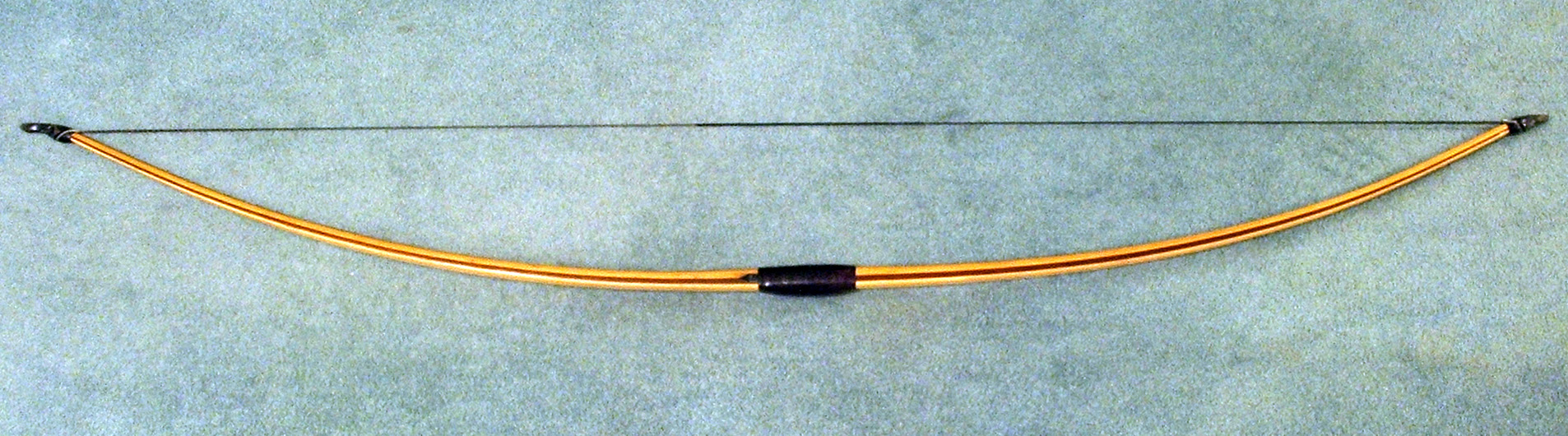
Moderner Langbogen

Zwischen dem Primitivbogen und dem Langbogen bestehen fließende Übergänge. Ein Langbogen kann ein Holzbogen (Selfbow) ohne Schussfenster sein. Moderne Langbogen bestehen meist aus laminierten Holzstreifen oder mit auf- oder eingelegten Kunststoffen. Dabei kommen vor allem Glasfaserlaminate für den Belag der Bauch- und Rückenseite zum Einsatz sowie Kohlenstofffasern als Schichtlaminat.
Im traditionellen Bogenbau wird zwischen Langbogen englischer und amerikanischer Bauart unterschieden. Englische Langbögen des Mary-Rose-Typus sind traditionell aus Eibenholz gefertigt und haben einen tiefen D-förmigen Bogenarmquerschnitt ohne Griffband. Die späteren viktorianischen englischen Langbogen haben über die gesamte Länge einen linsenförmigen Querschnitt und einen runden Griff, meist mit einer Lederwicklung. Man spricht dabei von einem Stabbogen. Amerikanische Langbogen besitzen flache Wurfarme mit meist eher rechteckigem Wurfarmquerschnitt und einem der Hand stärker angepassten Griff. Letztere werden auch Flachbogen genannt.
Im Wettkampfformat des Deutschen Schützenbundes müssen Langbögen für Frauen mindestens 150 cm, für Männer mindestens 160 cm lang sein.

### Reflexbogen

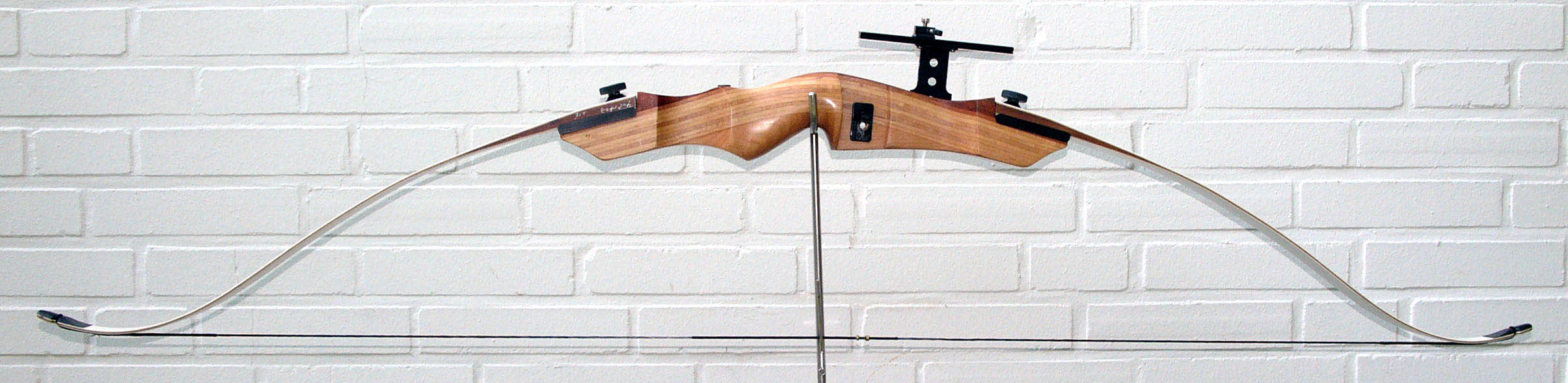
Recurve

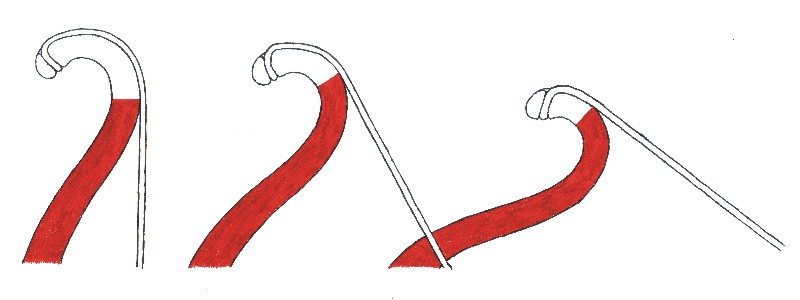
Wurfarmenden von Recurvebogen

Reflex (lat. für ‚zurückgebogen‘) steht für das Hauptmerkmal dieses Bogentyps, die zurückgebogene Form der Wurfarme, die im entspannten Zustand vom Schützen wegweisen. Der Reflexbogen speichert in den Wurfarmen mehr Energie und hat daher einen höheren Wirkungsgrad als der Flach- und Langbogen. Die anliegende Sehne dämpft außerdem den Handschock nach dem Schuss. Während beim Langbogen die Bogensehne frei schwingt, liegt sie beim Reflexbogen auf den zurückgebogenen (Reflex) Wurfarmenden auf. Durch die Streckung der Sehne beim Abschuss wird ein Teil der Schwingungen vom Bogen absorbiert. Durch die Kompositbauweise – die bei Reflexbogen die Regel darstellt (siehe Kompositbogen) – kann dieser weiter ausgezogen werden als ein Lang- oder Flachbogen und hat dabei dennoch einen weicheren Auszug. Die starke Vorspannung der Wurfarme erfordert allerdings auch eine wesentlich größere Belastbarkeit des Materials. Der Begriff Reflexbogen wird vor allem in historischen Betrachtungen in Abgrenzung zu einfacheren Bogenarten verwendet. Der Begriff Recurvebogen ist weitgehend gleichbedeutend und die Bezeichnungen der heute im Bogensport üblichen Bögen.
Die ältesten Nachweise dieses Bogentyps sind Felsmalereien in der spanischen Levante (seit dem 6. Jahrtausend v. Chr.), auf denen Krieger oder Jäger mit Reflexbögen abgebildet sind. Spätere Darstellungen von Reflexbogen stammen aus der mitteldeutschen Bernburger Kultur, z. B. in der Steinkiste von Göhlitzsch. Spätestens mit der westeuropäischen Megalithkultur kam der Reflexbogen nach Nord- und Mitteleuropa. Etwa um 3000 v. Chr. findet man sie auf Megalithgräbern der osteuropäischen Maikop-Kultur (z. B. in Klady) und anschließend im Rahmen der Kura-Araxas-Kultur.
Um ca. 2250 v. Chr. stellte sich der akkadische König Naram-Sin mit einem Reflexbogen als Machtsymbol dar. Später wurden Reflexbögen übliche Bestandteile der Darstellung von Königen im Vorderen Orient. Beispiele gibt es unter Babyloniern, Assyrern und Persern. Im ägyptischen Theben wurden Exemplare eines Typs gefunden, die wahrscheinlich assyrischer Herkunft waren und aus der Zeit um 1200 v. Chr. stammen.

### Compoundbogen

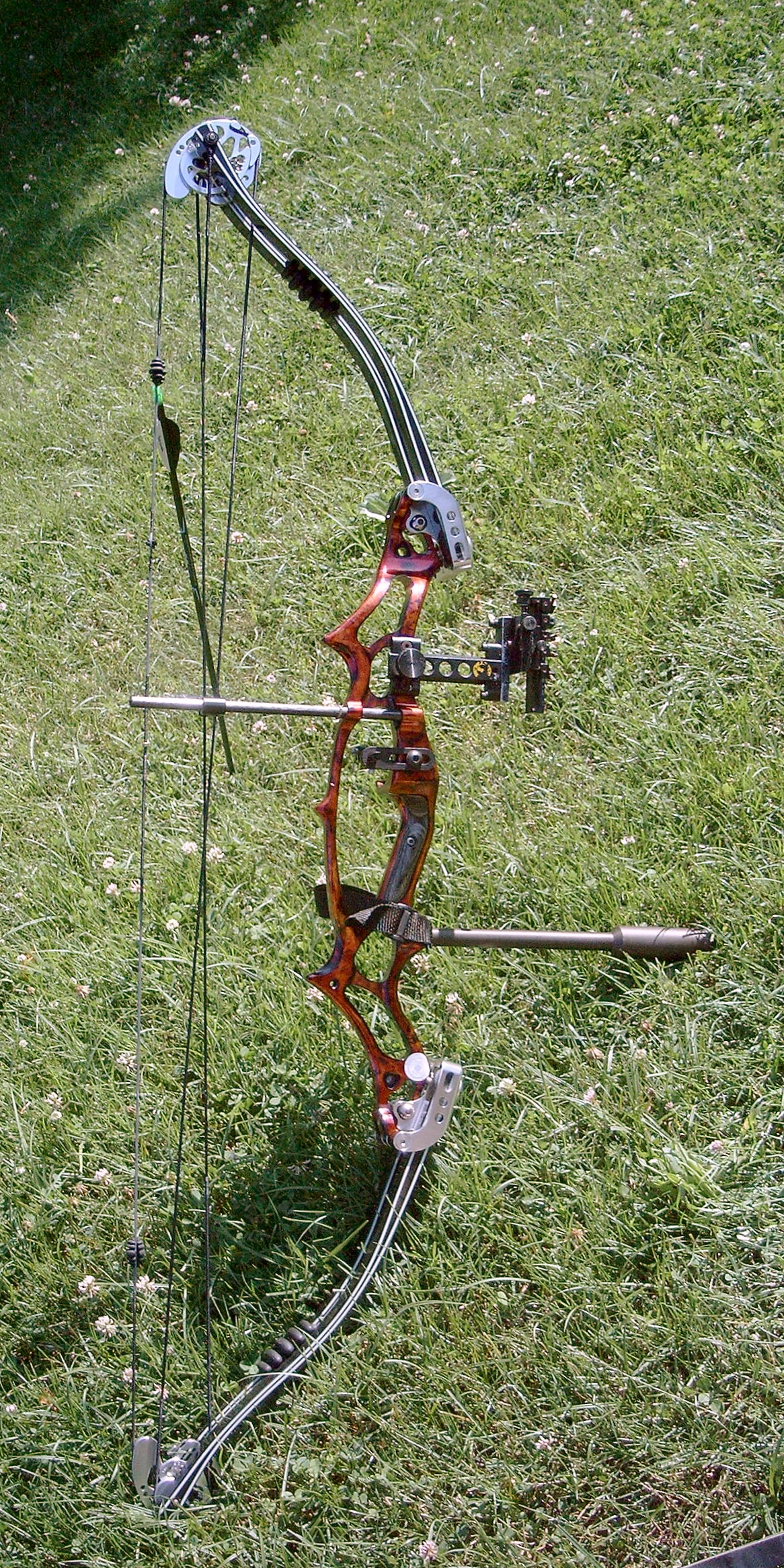
Compoundbogen mit Twin-Limbs und Twin-Cams

Der Compoundbogen besitzt an den Bogenenden des Bogens drehbare Räder, die sogenannten Camwheels, kurz Cams genannt. Sie besitzen zwei verschiedene Durchmesser, auf denen Kabel oder Sehne aufgerollt sind. Im ungespannten Zustand ist auf dem größeren der beiden Räder die Sehne aufgerollt. Beim Spannen des Bogens wird die Sehne vom großen Rad abgerollt und auf dem kleinen Rad wird das am gegenüberliegenden Wurfarm befestigte Kabel aufgerollt. Die Cams sind zusätzlich exzentrisch aufgehängt.
Moderne Compoundbögen wenden wie bei einem Wellrad das Hebelgesetz an. Die sich nach außen wegdrehende Rolle ist wie ein starrer Hebel, der auf die Drehachse wirkt. Durch die exzentrische Aufhängung der Rollen/Cams verändert sich der Angriffswinkel und der Hebelarm, der Bogen arbeitet so immer im effektivsten Bereich. Werden die Rollen/Cams mit der Bogensehne nach außen gezogen, verlängert sich der Hebelarm. Diese Mechanismen sind beim Compoundbogen in einer praktischen Anwendung umgesetzt. Dadurch ergibt sich im Gegensatz zu anderen Bogen ein nicht-linearer Kraftverlauf beim Auszug: Mit steigendem Auszug nimmt die Kraft zunächst stetig zu (wie auch bei anderen Bogen), um dann aber beim Überschreiten des sogenannten Gipfel-Zuggewichtes schlagartig abzunehmen. Der Bogenschütze hält dann bei voll ausgezogenem Bogen nur noch einen Bruchteil des Gipfelzuggewichtes auf der Hand. Die Zugreduzierung kann bis zu 80 % betragen, d. h. bei einem Gipfelzuggewicht von 50 Pfund muss der Schütze nur 10 Pfund im Auszug halten. Dadurch kann der Bogen ruhiger gehalten werden und das Zielen fällt wesentlich leichter.
Der Compoundbogen ist der modernste aller Bögen und wird in der Regel mit einer mechanischen Lösehilfe (dem „Release“; engl. to release sth. = etwas ausklinken, etwas auslösen) geschossen, um Ablassfehler zu reduzieren. Zusätzlich werden Wasserwaagen und Vergrößerungen im Visier benutzt. Gepaart mit dem geringen Haltegewicht machen diese Hilfen den Compoundbogen insgesamt sehr präzise. Im Jahr 2012 lag z. B. der Weltrekord in der FITA-Runde (Männer) im Freien mit 144 Pfeilen bei 1419 Ringen beim Compound. Im Vergleich dazu steht der Weltrekord FITA-Runde (Männer) im Freien mit 144 Pfeilen bei 1387 Ringen mit dem Recurve.

### Yumi
Der heute noch beim Kyūdō verwendete japanische Bogen (Yumi) ist ein asymmetrischer Kompositbogen. Der Pfeil wird hier, wie es auch bei asiatischen Reitervölkern üblich war, zum Schuss auf der rechten Seite des Bogens geführt. In der Frühgeschichte finden sich jedoch auch Darstellungen symmetrischer Bögen und früher Formen aus Vollmaterial.

### Armbrust
Bei der Armbrust, historisch auch Kreuzbogen genannt, handelt es sich um einen horizontal auf einer Mittelsäule montierten Bogen, dessen Sehne durch eine Rückhaltevorrichtung in gespannter Position gehalten und für den Schuss über einen Abzugsmechanismus gelöst werden kann.

## Bauweisen und Werkstoffe

### Bogen in Kompositbauweise
Ein Kompositbogen ist ein spezieller, aus mehreren verschiedenen Materialien bestehender Bogen, der in der ausgehenden Jungsteinzeit in Zentralasien entstand. Älteste archäologische Funde stammen aus der Region Pribaikalja, nordwestlich des Baikalsees in Südsibirien. Die dort in einem Gräberfeld gefundenen 16 Bogen sind bauchseitig mit Streifen aus Geweih versteift worden und laufen in spitzen Tips aus.
Reflexbogen sind üblicherweise in Kompositbauweise hergestellt. Von den Steppen aus verbreitete sich die Nutzung von Kompositbögen im bronzezeitlichen mediterranen und chinesischen Kulturkreis. Zur Herstellung von Kompositbögen wurden in einem aufwendigen, bis zu zwei Jahre dauernden Verfahren verschiedene Schichten von Holz und Tierhorn verleimt und mit einem Sehnenbelag versehen. Die Funktion des Holzes beschränkte sich dabei z. T. auf das bloße Tragen der tierischen Materialien. Das Ergebnis war eine gegenüber traditionellen Bögen kleinere Waffe mit dennoch hoher Spannkraft, die sich hervorragend für Reiter eignete.
Tiersehnen haben im Vergleich zu Holz eine ca. vierfache Zugfestigkeit. Horn hält eine doppelte Druckbelastung aus wie Holz. Daher lässt sich beim Bogenbau die benötigte Schichtdicke auf ein Viertel bzw. die Hälfte im Vergleich zu Holz reduzieren. Dünnere Bogenarme sind elastischer als dickere; je weniger Energie aber beim Biegen der Wurfarme verlorengeht, umso mehr kann beim Verschießen des Pfeiles abgegeben werden. Kleinere und kürzere Wurfarme besitzen zudem weniger Masse, die bewegt werden muss. Außerdem kann man Verbundmaterialien in einem technisch besonders effektiven Design zusammenleimen.
Der Vorteil von Sehnen und Horn besteht in ihrer höheren Fähigkeit, Energie zu speichern und auch wieder an den Pfeil abzugeben. Die Effizienz eines solchen gut gebauten Kompositbogens mit entsprechender möglicher Formgebung ist höher als die eines konventionellen Bogens aus Holz, der bei identischem Layout sofort brechen würde. Mongolische und türkische Reiterbögen hatten ein Zuggewicht von durchschnittlich 75 Pfund und schossen speziell abgestimmte leichte Pfeile 500 bis 800 m weit.
Am bekanntesten wurden dabei die Hunnen und einige hundert Jahre später die Mongolen und Türken, deren Zügen nach Westen die Völker Europas anfangs wenig entgegenzusetzen hatten. Ihr militärischer Vorteil beruhte dabei auf dem massiven Einsatz der leichten Kavallerie, die – mit Kompositbögen bewaffnet – mobile und weit reichende Angriffe auf den Gegner durchführen konnte. Kompositbögen wurden jedoch schon seit der Antike auch von sesshaften Völkern übernommen, unter anderem von Römern und Parthern. Der Arcus war einer der von den Griechen und später von den Römern genutzter Kompositbogen.
Nachteilig ist die starke Anfälligkeit solcher klassischer Kompositbögen gegen jegliche Art von Feuchtigkeit – im Extremfall löst sich der durch elastischen und hochfesten Hautleim zusammengehaltene Materialverbund einfach auf, wodurch der Bogen irreparabel zerstört wird. Diese Problematik beeinflusste vermutlich den für das Schicksal Europas entscheidenden Rückzug der Hunnen um das Jahr 500.
Ein weiteres Beispiel für effektiven Einsatz von Kompositbögen sind die Comanche Nordamerikas, die im 19. Jahrhundert von den feindlichen Armeen der jungen Vereinigten Staaten anerkennend als die „beste leichte Kavallerie der Welt“ bezeichnet wurden.
Relativ fortgeschritten in der Geschichte des Bogenbaus waren die Türken. Sehr schöne Exemplare sind im Völkerkundemuseum in Wien und im Schloss in Karlsruhe in den Waffensammlungen der Kriegsbeute der letzten Türkenbelagerung ausgestellt (siehe Karlsruher Türkenbeute). Besonders zu beachten ist, dass die Bogenenden im ungespannten Zustand nach vorn gebogen sind. Beim Bespannen des Bogens mit der Sehne werden diese meist erwärmt und in die entgegengesetzte Richtung umgebogen, so dass erst dann die endgültige Form des Bogens sichtbar wird.
Moderne Faserverbundwerkstoffe prägen die heutigen Typen des Recurve- und Compoundbogens.

### Backings
Ein Backing (englisch: Verstärkung des Bogenrückens, gemeint ist die Vorderseite des Bogens, an der Bauchseite befindet sich die Sehne), auch Lamination (Beschichtung) genannt, ist ein in Streifen geschnittener Bambus oder anderer Hölzer, der Zugbelastung gut verträgt. Sehnen von Großtieren oder Tier-Rohhaut werden auf die Vorderseite eines Bogens geklebt, um die starke Zugbelastung aufzunehmen. Die wirkungsvollste Form eines Backings ist der Sehnenbelag. Je nach Holzart muss das Backing dicker, beziehungsweise dünner sein, damit das Holzteil des Bogens keine Kompressionsbrüche bekommt. Bei Eibe wird dies eigentlich nicht benötigt, da das Splintholz (Außenbereich) der Eibe hervorragende Zugfestigkeit hat, das Kernholz (Innenbereich) wiederum hohem Druck standhält. Das Splintholz kann sich sehr gut dehnen und das Kernholz lässt sich gut komprimieren.

### Bögen aus Stahl
Die Anfälligkeit der Kompositbögen gegen Feuchtigkeit führte in Indien zur Entwicklung von Bögen aus Stahl. Die indischen Schmiede verfügten über das metallurgische Wissen, um geeignete Legierungen herzustellen. Im Agni Purana, einem indischen religiösen Text aus dem 9. Jahrhundert, werden bereits Bögen aus Metall erwähnt.
Die Bögen waren nicht so leistungsfähig wie herkömmliche Kompositbögen, aber bei feuchtem Klima haltbarer und auch sonst widerstandsfähiger. Stahlbögen konnten auch problemlos gelagert werden. Von adeligen Kriegern gebrauchte Stahlbögen wurden reich verziert.
In Europa wurden Stahlbögen nur für Armbrüste hergestellt.

## Bogenjagd und -fischen
Bogenjagd bezeichnet die Ausübung der Jagd mit Pfeil und Bogen. Als eine der ältesten Jagdarten des Menschen wird sie noch heute von Naturvölkern zur Nahrungsbeschaffung betrieben. Die moderne Bogenjagd ist heute in 18 europäischen Ländern und weiten Teilen der Welt erlaubt. Sie dient dabei neben der Nahrungsbeschaffung auch als Mittel zur Kontrolle von Wildtierpopulationen in Schutzgebieten und im urbanen Raum.
Bogenjagd kann in Europa nur von ausgebildeten Jägern mit Jagdschein, die zusätzlich einen Bogenjagdschein besitzen, ausgeführt werden. Bevorzugt werden Jagd-Compoundbögen verwendet, da diese über die nötige jagdliche Präzision und Durchschlagskraft verfügen, um auch starkes Wild zu jagen. Abgesehen von den Bögen der Naturvölker sind Lang- oder Recurvebögen heute nur noch wenig verbreitet bei der modernen Bogenjagd. Sie sind besonders bei der Jagd auf Flug- und Niederwild im Einsatz. Bei dieser Jagdart ist der intuitive Schuss am besten geeignet, hierfür sind insbesondere diese Bogenarten ohne Visierung im Vorteil.

## Rechtliche Situation in Deutschland
Der Bogen wird manchmal als Waffe bezeichnet. Er fällt jedoch nicht unter die Restriktionen des Waffengesetzes sowie der Waffenverordnung und kann als Sportgerät ohne weitere Erlaubnis genutzt werden.
Die rechtliche Situation wird dabei durch das Waffengesetz (WaffG) geregelt. Entscheidend für die Beurteilung sind dabei die Paragraphen § 1 und § 2 WaffG sowie die dazugehörigen Anlagen. Grundsätzlich ist der Bogen nach § 1 WaffG eine Waffe. Die Anlage 1 zum WaffG (zu Paragraph § 1 Absatz 4 WaffG) definiert in Abschnitt 1, Unterabschnitt 2, Nummer 2 als den Schusswaffen gleichgestellte Gegenstände mit „… bei denen bestimmungsgemäß feste Körper gezielt verschossen werden, deren Antriebsenergie durch Muskelkraft eingebracht …“, was soweit auch den Bogen umfassen würde. Jedoch folgt dann die Einschränkung „… und durch eine Sperrvorrichtung gespeichert werden kann.“ Somit gilt die Nummer 1.2.2 der Anlage 1 zwar für Armbrüste, aber nicht für Bögen. Auch an keiner anderen Stelle der Anlage 1 wird der Bogen erwähnt oder eine entsprechende Definition für ihn verwendet.
Eindeutig wird die Situation dann mit der Anlage 2 zum WaffG (zu Paragraph § 2 Absatz 2 bis 4 WaffG). Die Waffenliste der Anlage 2 schließt in Abschnitt 3, Unterabschnitt 2, Nummer 2 Schusswaffen teilweise vom Gesetz aus „… bei denen feste Körper durch Muskelkraft ohne Möglichkeit der Speicherung der so eingebrachten Antriebsenergie durch eine Sperrvorrichtung angetrieben werden.“ (also auch Bögen). Dabei bezieht sich die teilweise Ausnahme auf Anscheinswaffen nach § 42a WaffG. Damit ist der Bogen keine Waffe, für den die Bestimmungen nach dem WaffG gelten.
Aus diesem Grund stellen auch Bogenplätze keine genehmigungspflichtigen Schießstätten dar, und es ist zu deren Betreiben keine waffenrechtliche Erlaubnis zum Betreiben einer Schießstätte nach § 27 Abs. 1 WaffG erforderlich. Dennoch können von Bögen Gefahren ausgehen. Insbesondere bei Bogenplätzen im Freien besteht bei nicht ordnungsgemäßer Durchführung des Schießens die Möglichkeit, dass durch die abgeschossenen Pfeile Personen oder Sachen und somit die öffentliche Sicherheit gefährdet werden. Die Gewährleistung der öffentlichen Sicherheit ist je nach Landesrecht unterschiedlichen Behörden zugewiesen.
Der Deutsche Feldbogen Sportverband und der Deutsche Schützenbund haben zur Gewährleistung der öffentlichen Sicherheit und zur sicheren Durchführung des Bogenschießens die Sicherheitstechnischen und Baulichen Regeln für Bogenplätze veröffentlicht. Darin werden Ausführungen zur baulichen Gestaltung von Bogenschießbahnen und Feldparcours gemacht, Gefahren-, Sicherheits- und Unbedenklichkeitsbereiche festgelegt sowie Vorgaben zum Verhalten gemacht. Die Sicherheitstechnischen und Baulichen Regeln stellen Sicherheitsregeln nach Stand der Technik dar. Der Deutsche Bogensport-Verband wendet diese Regeln ebenfalls an. Die Bogensportverbände empfehlen bei der Einrichtung von Bogenplätzen in jedem Fall die Abstimmung mit den zuständigen Behörden.

## Leistungsfähigkeit, Schussweite
- Englischer Langbogen, Zuggewicht 90,72 kg, 57 g schwerer Holzpfeil, Schussweite 427 m (John Huffer, USA, 11. September 1997)

Mit modernen Bögen wurden folgende Weiten erzielt:
- Recurve (1987, Don Brown, USA): 1222,0 m
- Compound (1992, K. Strother, USA): 1207,4 m
- Fußbogen-Schießmethode (Harry Drake, USA, 24. September 1971): 1854,4 m. Bei dieser Schießmethode liegt der Schütze auf dem Boden. Der Bogen wird mit beiden Füßen nach vorne gedrückt und die Sehne gleichzeitig mit beiden Händen angezogen.[21][22]

## Physik des Bogenschießens
Für die resultierende Endgeschwindigkeit eines Pfeiles ist neben der Kennlinie des Zuggewichtsverlaufes (Auszugsarbeit = gespeicherte Energie) der Wirkungsgrad entscheidend, d. h. das Vermögen, mit dem der Bogen die durch die Auszugsarbeit in ihm gespeicherte Verformungsenergie in kinetische Energie des Pfeiles umwandeln kann. Ein Teil der nicht nutzbaren Energie verpufft in der Beschleunigung der Wurfarme und Sehne selbst, ein weiterer in Verformungsarbeit im Bogenmaterial durch Vibrationen von den Stoßwellen der plötzlichen Entladung. Das Gewicht des Pfeiles beeinflusst ebenfalls den Wirkungsgrad eines Bogens: je schwerer der Pfeil, desto höher der Wirkungsgrad, aber desto langsamer der Pfeil. Der Wirkungsgrad kann nur für ein bestimmtes Pfeilgewicht ermittelt oder angegeben werden.

### Virtuelle Masse
Eine Hilfsgröße und wichtige Kenngröße eines Bogens ist seine sogenannte virtuelle Masse. Sie ist eine konstante Bogeneigenschaft und kennzeichnet die energetische Güte des Bogens. Die virtuelle Masse ist definiert als die Masse {\displaystyle M_{v}}, deren kinetische Energie in dem Moment, in dem der Pfeil mit der Geschwindigkeit {\displaystyle v} die Sehne verlässt, exakt der Energie {\displaystyle E_{\text{Bogen}}} der Sehne und der Wurfarme des Bogens entspräche, wenn diese Masse sich in diesem Moment ebenfalls mit der Geschwindigkeit {\displaystyle v} bewegen würde. Bezeichnen {\displaystyle E} die gesamte, exogen festgesetzte Energie in diesem Moment und {\displaystyle E_{\text{Pfeil}}} die kinetische Energie des Pfeils, weiterhin {\displaystyle m} die Masse des Pfeils, so muss also gelten, dass
{\displaystyle E=E_{\text{Bogen}}+E_{\text{Pfeil}}={\frac {1}{2}}M_{v}v^{2}+{\frac {1}{2}}mv^{2}={\frac {1}{2}}(M_{v}+m)v^{2}\quad \left[{\text{J}}\right]}
Es zeigt sich experimentell, dass die virtuelle Masse eines Bogens konstant, d. h. unabhängig von {\displaystyle E} sowie von {\displaystyle m} bzw. {\displaystyle v} ist. Die virtuelle Masse {\displaystyle M_{v}} kann folglich experimentell über den Vergleich der experimentell bestimmten Pfeilgeschwindigkeiten {\displaystyle v_{1}} und {\displaystyle v_{2}} zweier unterschiedlich schwerer Pfeile der Massen {\displaystyle m_{1}} und {\displaystyle m_{2}} ermittelt werden, wenn dem Gesamtsystem in beiden Fällen dieselbe Energie {\displaystyle E} zugeführt wird, denn es gilt dann nach der obigen Formel
{\displaystyle M_{v}v_{1}^{2}+m_{1}v_{1}^{2}=2E=M_{v}v_{2}^{2}+m_{2}v_{2}^{2}}
bzw. nach Umformen
{\displaystyle M_{v}={\frac {m_{2}v_{2}^{2}-m_{1}v_{1}^{2}}{v_{1}^{2}-v_{2}^{2}}}\quad \left[{\text{kg}}\right]}

### Wirkungsgrad
Mithilfe der virtuellen Masse des Bogens lässt sich für ein gegebenes (neues) Pfeilgewicht {\displaystyle m} der einheitenlose Wirkungsgrad {\displaystyle \eta } des Bogens bestimmen, indem die Masse des Pfeils {\displaystyle m} zu der Gesamtmasse, d. h. der Summe der Pfeilmasse und der virtuellen Masse des Bogens, ins Verhältnis gesetzt wird. Es gilt also definitorisch
{\displaystyle \eta =\eta (m)={\frac {m}{m+M_{v}}}\quad \left[{\text{1}}\right]}
Der Wirkungsgrad ist dabei von der Pfeilmasse abhängig. Je geringer die virtuelle Masse ist, desto höher ist der allgemeine Wirkungsgrad (für gegebenes {\displaystyle m}), und desto unempfindlicher reagiert der Bogen auf Gewichtsschwankungen zwischen unterschiedlichen Pfeilen. Ist die virtuelle Masse Null, so ist der Wirkungsgrad unabhängig vom Pfeilgewicht immer 1 (100 %). Umgekehrt gilt, dass der Wirkungsgrad mit dem Pfeilgewicht {\displaystyle m} zunimmt; für einen theoretischen masselosen Pfeil gilt stets {\displaystyle \eta =\eta (0)=0}, für einen unendlich schweren Pfeil hingegen {\displaystyle \eta =\lim _{m\to \infty }\eta (m)=1}.

### Leerschussgeschwindigkeit und theoretische Pfeilgeschwindigkeit
Bei bekannter virtueller Masse lässt sich über eine bekannte Geschwindigkeit {\displaystyle v} eines Pfeiles der Masse {\displaystyle m} die theoretische Abschussgeschwindigkeit {\displaystyle v_{0}} ohne Pfeil, dem Leerschuss mit Pfeilmasse Null und mithilfe dieser in einem nächsten Schritt die prognostizierte Pfeilgeschwindigkeit {\displaystyle v} für ein beliebiges neues Pfeilgewicht errechnen. Wird in der obigen Formel für {\displaystyle M_{v}} z. B.
{\displaystyle v_{1}=v_{0}}, {\displaystyle m_{1}=0}, {\displaystyle v_{2}=v} und {\displaystyle m_{2}=m} gesetzt, so ergibt sich nach Auflösen nach {\displaystyle v_{0}}
{\displaystyle v_{0}=v\cdot {\sqrt {1+{\frac {m}{M_{v}}}}}\quad \left[{\frac {\text{m}}{\text{s}}}\right]}
Die Leerschussgeschwindigkeit hängt, wie die virtuelle Masse {\displaystyle M_{v}} des Bogens, nur vom Bogen selbst ab. Wird stattdessen nach {\displaystyle v} aufgelöst, so erhält man die Formel für die theoretische Pfeilgeschwindigkeit
{\displaystyle v=v_{0}\cdot {\sqrt {\left(1+{\frac {m}{M_{v}}}\right)^{-1}}}\quad \left[{\frac {\text{m}}{\text{s}}}\right]}
Diese Formeln müssen für beliebige Pfeilmassen gelten; ist also mithilfe eines Pfeils die Leerschussgeschwindigkeit bestimmt worden, so kann mit dieser – bei bekannter virtueller Masse {\displaystyle M_{v}} – die theoretische Abschussgeschwindigkeit für jeden anderen Pfeil bestimmt werden.
Es ist zu erkennen, dass bei niedriger virtueller Masse, also hoher energetischer Güte des Bogens, die Leerschussgeschwindigkeit zunimmt. Im Falle des theoretisch perfekten Bogens mit virtueller Masse Null steigt die Abschussgeschwindigkeit beim Leerschuss ins Unendliche. Das bedeutet in diesem Fall, dass die gesamte beim Ausziehen gespeicherte Verformungsenergie schlagartig beim Leer-Lösen alleine vom Bogen aufgenommen werden muss. Leerschüsse sind deshalb generell auch bei nicht perfekten Bögen gefährlich: sie können den Bogen zerstören und den Bogenschützen bzw. anwesende Personen verletzen. Der inverse Zusammenhang von virtueller Masse und Leerschussgeschwindigkeit zeigt zudem, dass gerade qualitativ hochwertige Bögen, die sich u. a. durch hohe Wirkungsgrade auszeichnen, durch Leerschüsse besonders gefährdet sind – kompensatorisch wirkt nur noch die qualitativ ebenfalls höherwertige Verarbeitung solcher Bögen.

### Zugspannungsverhältnis der Wurfarme (Tiller)
Im Gegensatz zur Armbrust sind viele Bögen nicht symmetrisch gebaut. Ein Wurfarm ‑ meist der untere ‑ ist biegehärter als der andere. Eine Kennzahl und ein Maß für den Unterschied der Wurfarme ist der Tiller, der als das Verhältnis der Zugspannungen des unteren und oberen Zugarms definiert ist.
Die Notwendigkeit des Tillers resultiert aus den asymmetrischen Kraftpunkten von Druckpunkt des Griffes (Bogenhand) und Zugpunkt auf der Sehne (Zughand). Sie liegen je nach Bogentyp und gewähltem Fingergriff der Zughand nicht in der Mitte des Bogens, sondern mehr bzw. weniger tief, so dass der untere Wurfarm beim Auszug stärker belastet wird und folglich ausgleichend steifer sein muss. Der korrekte Tiller hängt vom verwendeten Griff ab: der Untergriff an der Sehne benötigt einen anderen Tiller als der mediterrane Ablass, die Benutzung eines Release wiederum einen anderen. Das korrekte Tillern eines Bogens gehört zur höchsten handwerklichen Kunstfertigkeit eines Bogenbauers, und ein schlecht getillerter Bogen verliert Wirkungsgrad, wirft unruhig oder kann beim Ausziehen oder Lösen schlimmstenfalls brechen.

## Geschichte des Bogens

### Früheste Funde

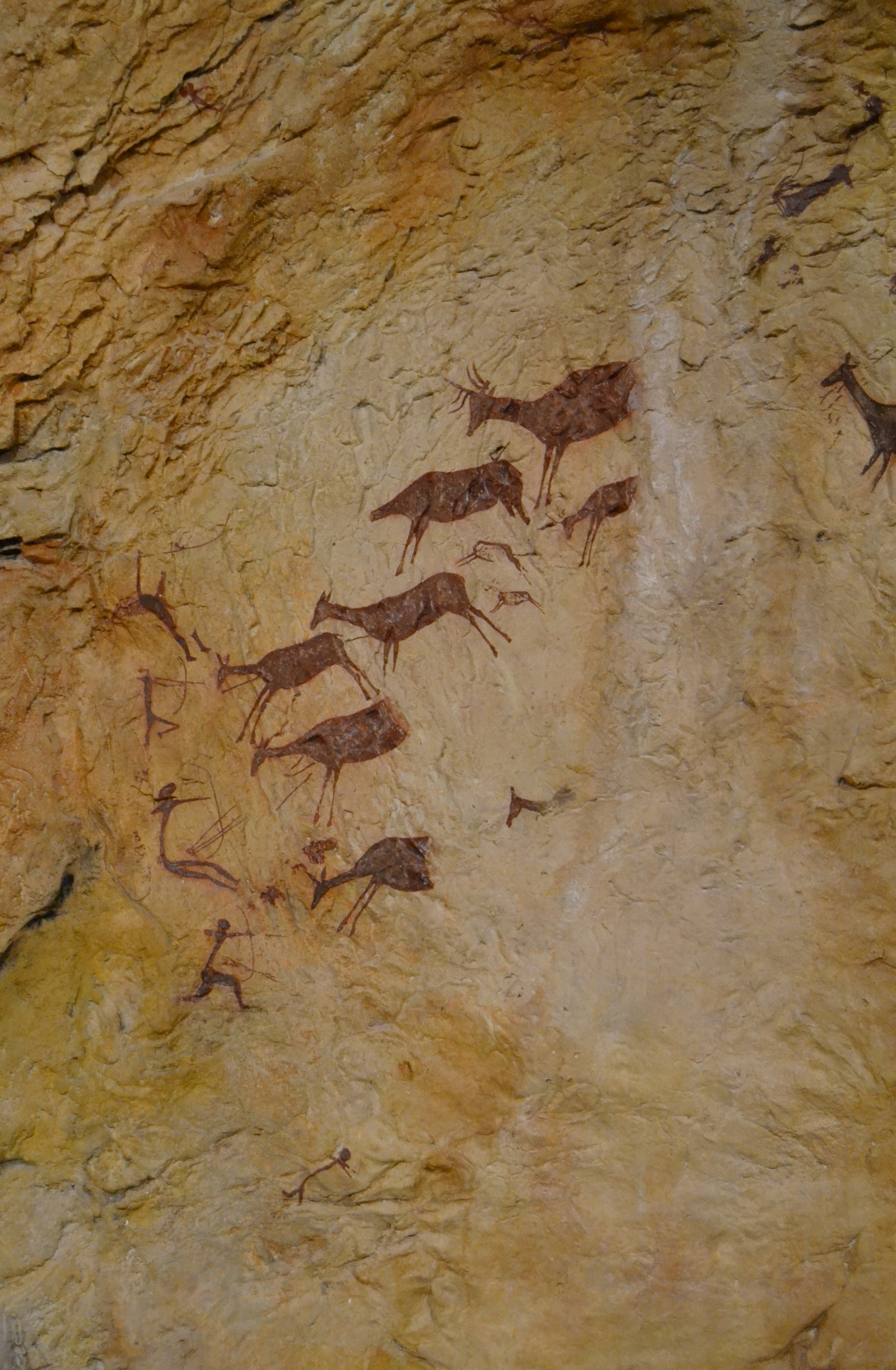
Reproduktion eines ca. 13.000 Jahre alten Felsbilds, Cova dels Cavalls, Barranco de la Valltorta, Tírig, Provinz Castellón, Spanien

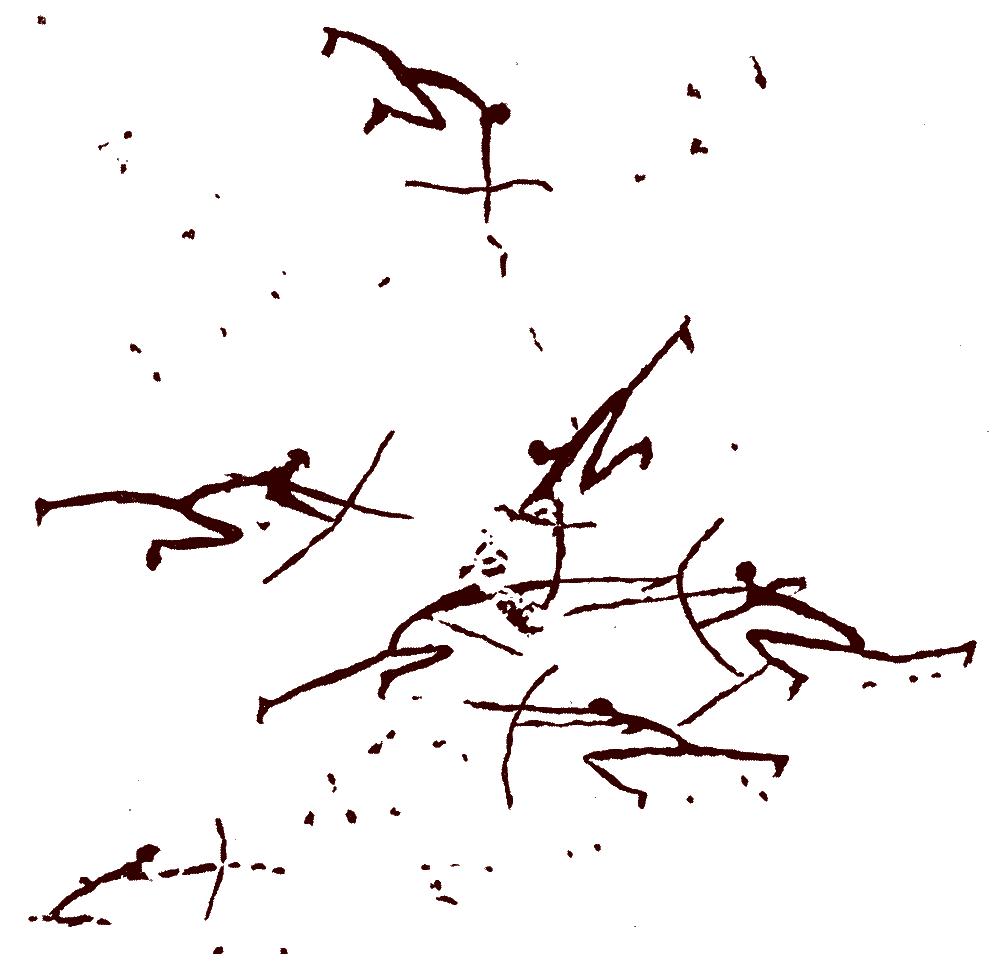
Kriegerische Auseinandersetzung im Mesolithikum zwischen zwei Gruppen von Bogenschützen. Morella la Vella, Provinz Castellón, Ostspanien

Die ältesten Steinspitzen, deren Interpretation als Pfeilspitzen aber umstritten ist, stammen aus dem Abri Sibudu (Provinz KwaZulu-Natal, Südafrika) und sind etwa 64.000 Jahre alt.
Früheste Nachweise außerhalb von Afrika (Sri Lanka) ~48ka. In Europa gibt es seit dem Solutréen (etwa 22.000 bis 18.000 v. Chr.) gestielte Spitzen aus Feuerstein, die wahrscheinlich Pfeilspitzen waren. Sie können als ältester indirekter Beweis für die Existenz des Bogens gewertet werden.
Das älteste als Bogen interpretierte archäologische Fundstück stammt aus einer Kiesgrube in Mannheim-Vogelstang aus der Zeit des Magdaléniens. Das Holz wurde mit der Radiokohlenstoffmethode auf ein Alter von 14.680 ± 70 BP datiert (entspricht kalibriert 16.055 ± 372 v. Chr.). Der komplette Bogen hatte eine Länge von etwa 110 cm. Anhand von Rekonstruktionen wird die Leistung auf etwa 25–30 englische Pfund Zuggewicht geschätzt (11 bis 13 kg), was Reichweiten von bis zu 80 m ermöglicht.
Darüber hinaus gibt es aus dem späten Magdalénien eine mögliche Bogendarstellung auf einer gravierten Kalksteinplatte aus der Grotte des Fadets, Département Vienne (Frankreich). Die Ritzung ist jedoch nicht so eindeutig, dass die Interpretation als gesichert gelten könnte.
Der im Mesolithikum bezeugte Flachbogen mit D-förmigem Querschnitt (auch „Propeller-Typ“ genannt) war bis in die Bronzezeit geläufig. Bögen vom Typ Holmegård sind unter anderem aus den Ertebölle-Siedlungen von Maglemosegård, Ringkloster und Tybrind Vig in Dänemark belegt. Sie sind meist aus Ulmenholz gefertigt.
Abbildungen von Recurvebogen (bei sehr wahrscheinlicher Kompositbauweise) gibt es seit dem Frühneolithikum auf Felsbildern in Spanien.

### Antike

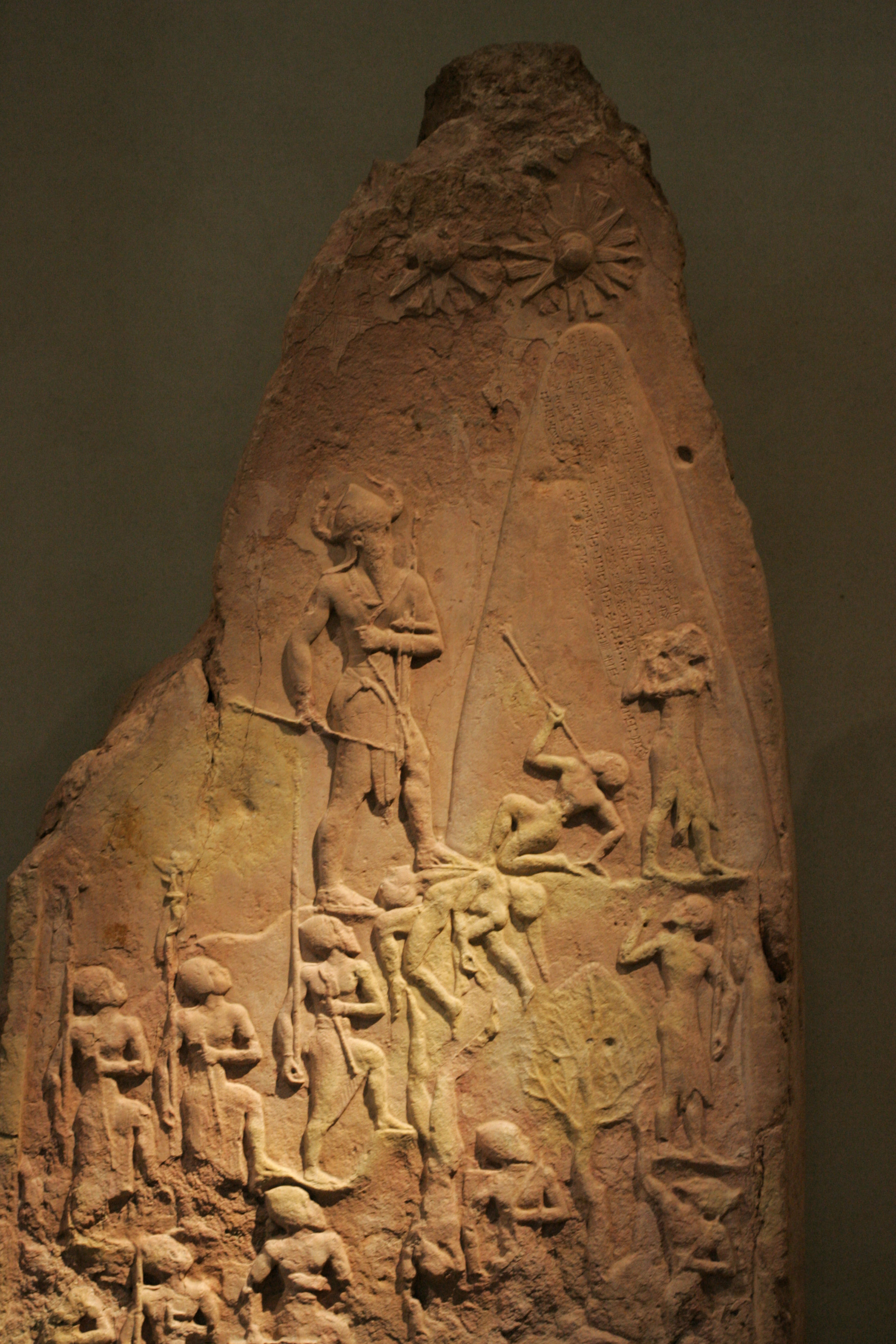
Narām-Sîn-Stele (um 2250 v. Chr.). Der als Gott dargestellte Herrscher hält Pfeil und Bogen in den Händen.

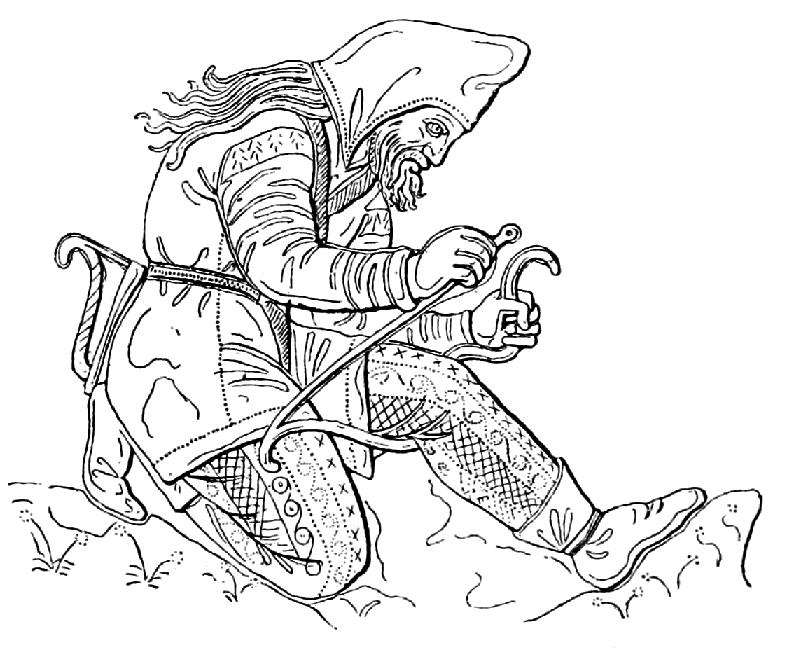
Skythe beim Spannen des Reflexbogens, Umzeichnung vom Elektrum-Becher aus Kul'-Oba (Krim, spätestens 350 v. Chr.)

Der Kurzbogen entwickelte sich wahrscheinlich mit und in den Steppenreiterkulturen und im Vorderen Orient. Auf antiken Darstellungen sowie in den Kurganen finden sich erste Belege. Wegen der im Vergleich zum Langbogen ungünstigeren mechanischen Verhältnisse haben sie zurückgebogene Bogenenden (Recurves) und Sehnen-/Hornverstärkungen (Kompositbogen). Hierauf zurückgehende Formen wurden von Griechen und Römern übernommen.
Bogenfunde der Bronzezeit, Eisenzeit und der römischen Kaiserzeit sind in Mitteleuropa, wo weiterhin Langbögen bezeugt sind, äußerst selten.

### Mittelalter

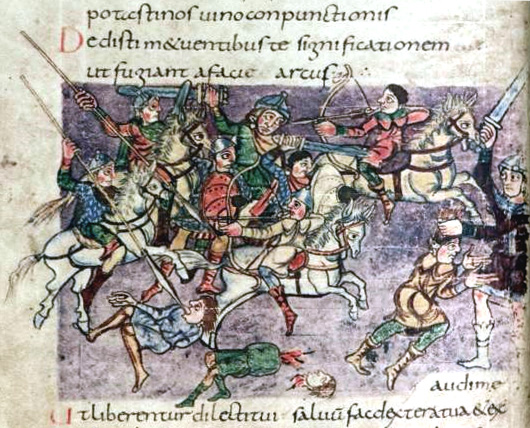
Darstellung von Bogenschützen im Stuttgarter Psalter (um 830)

Aus der Völkerwanderungszeit sind insbesondere die Bogen der Merowinger und Alamannen überliefert und im Stuttgarter Psalter (um 830) werden Kampfszenen mit Pfeil und Bogen zwischen Awaren und Franken gezeigt.

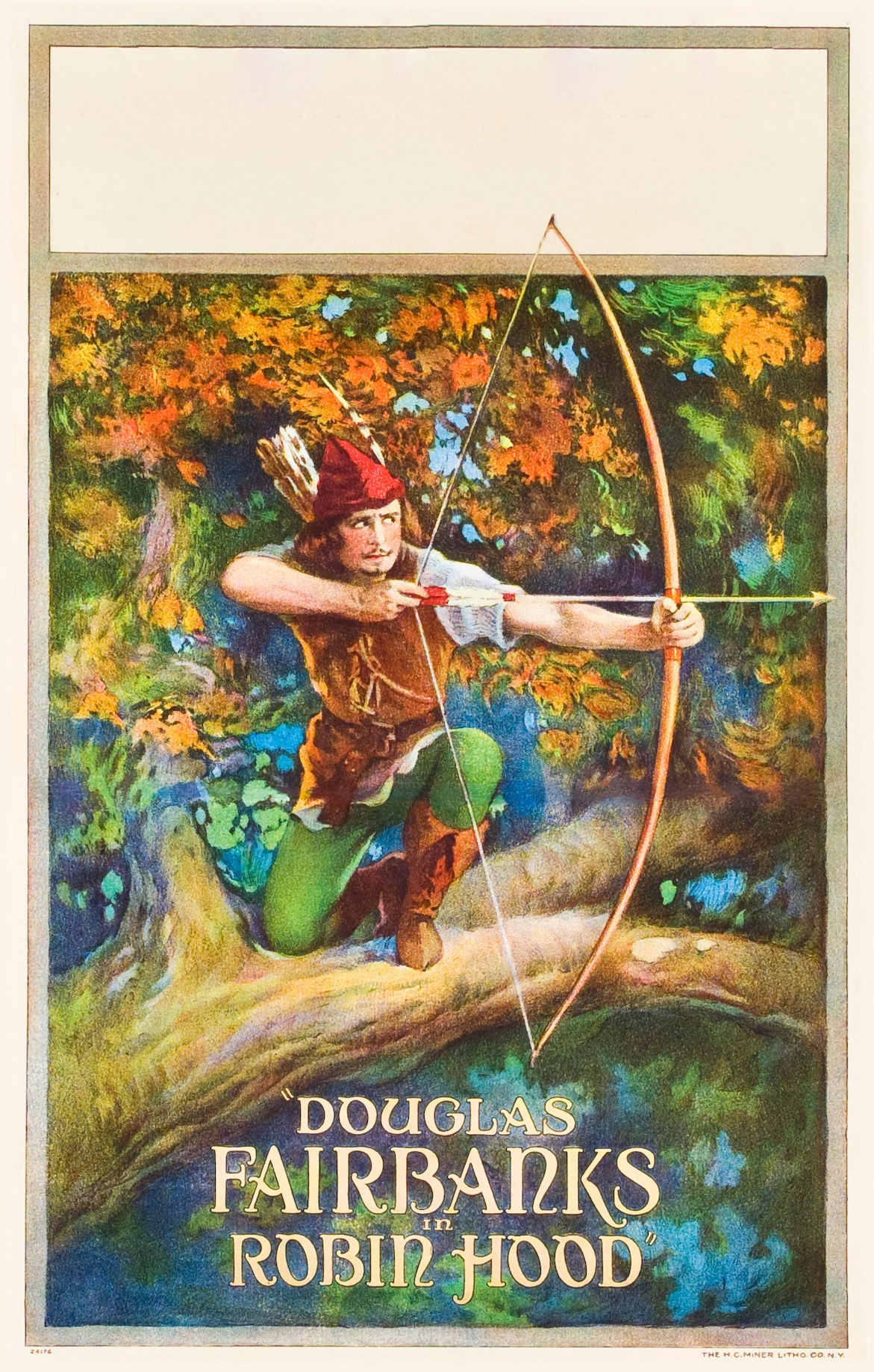
Bekanntester literarischer (Rechtshand-)Schütze mit dem Langbogen: Robin Hood – Filmplakat von 1922

Der klassische Langbogen entwickelte sich im europäischen Hoch- bzw. Spätmittelalter zum englischen Langbogen (engl. Longbow) mit sehr hohen Zuggewichten weiter, mit dem mühelos eine damals gebräuchliche Kettenrüstung und unter günstigen Bedingungen sogar die als Reaktion entwickelten Plattenpanzer durchschlagen werden konnten. Im Spätmittelalter begann die Verdrängung des Bogens durch andere Fernwaffen wie Armbrust und vor allem Feuerwaffen.

### Neuzeit
In der frühen Neuzeit (ca. 1500 bis 1790) wurden die Langbögen abgelöst. Im englischen Bürgerkrieg in der Mitte des 17. Jahrhunderts wurden noch Langbögen verwendet, kurze Zeit später wurde der Langbogen in England aber endgültig verdrängt. Musketen erlangten eine immer höhere Feuerkraft und Reichweite und konnten Panzerungen leichter durchschlagen. Zudem war die Ausbildung eines Langbogenschützen weit aufwändiger und länger als die eines Musketenschützen.
Der Bogen als Waffe spielte in der Neuzeit vorwiegend bei den indigenen Völkern Afrikas, Amerikas und Australiens eine Rolle. Auf den Schlachtfeldern Europas war er schließlich kein gewohnter Anblick mehr.
Seit dem 19. Jahrhundert erleben Bogensport und Bogenjagd wieder einen Aufschwung.
In Kunst und Literatur sowie Sagen hatte der Bogen schon seit der Antike und dem Mittelalter Eingang gefunden.

## Bilder

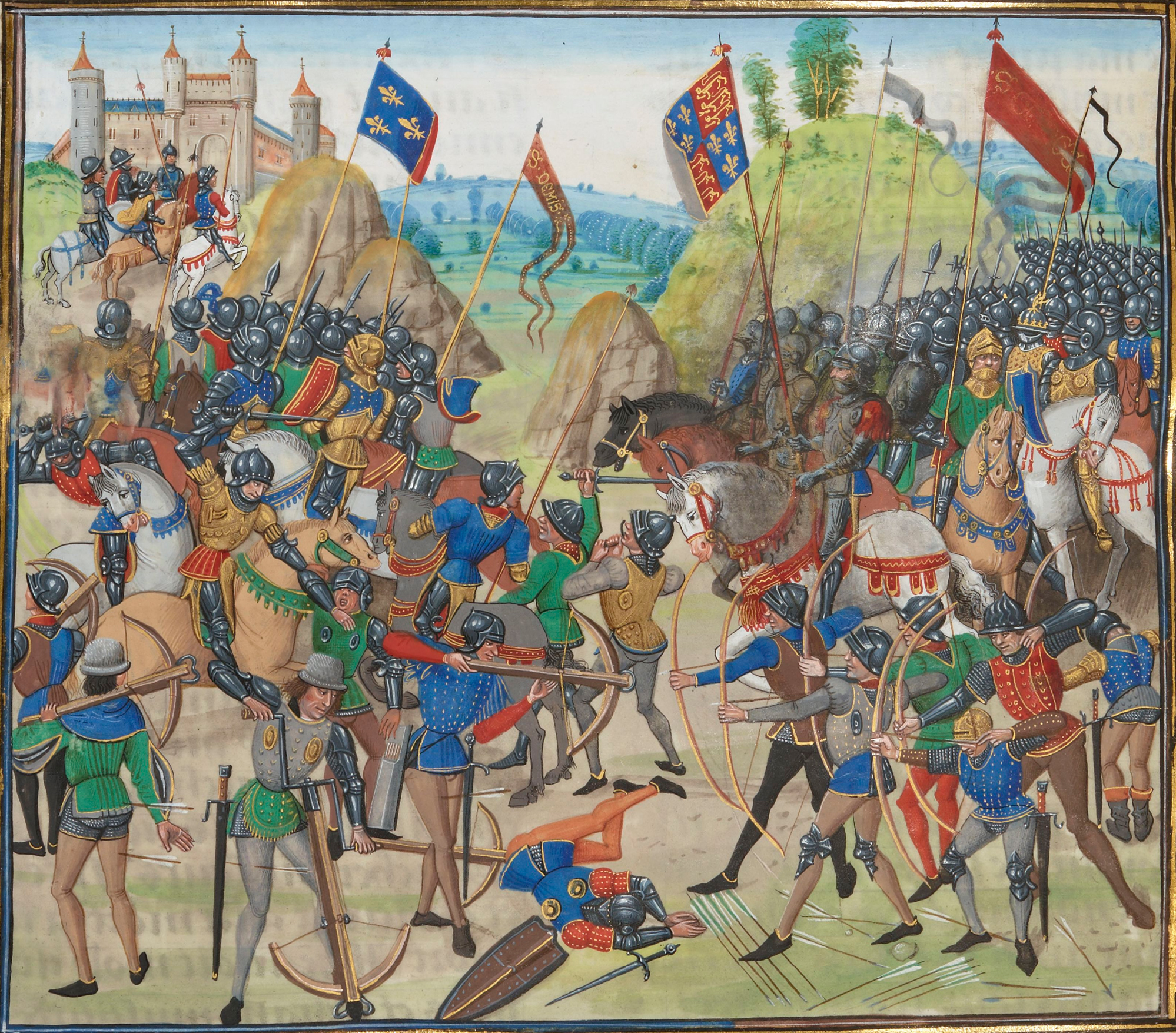
Schlacht von Crécy
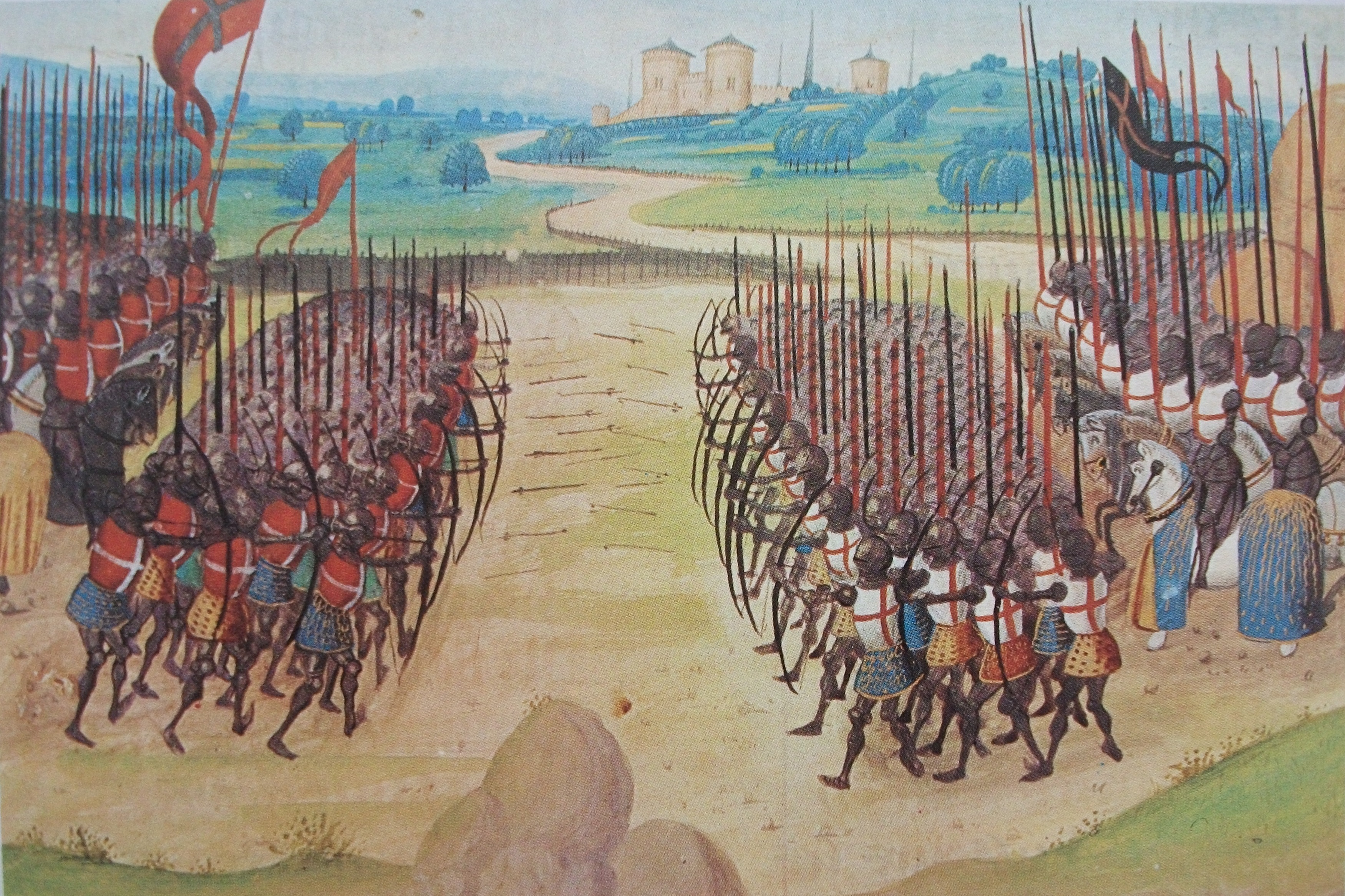
Schlacht von Azincourt
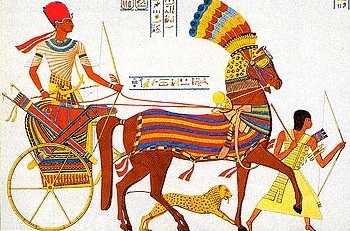
Ägyptischer Streitwagenfahrer und typischer Angularbogen
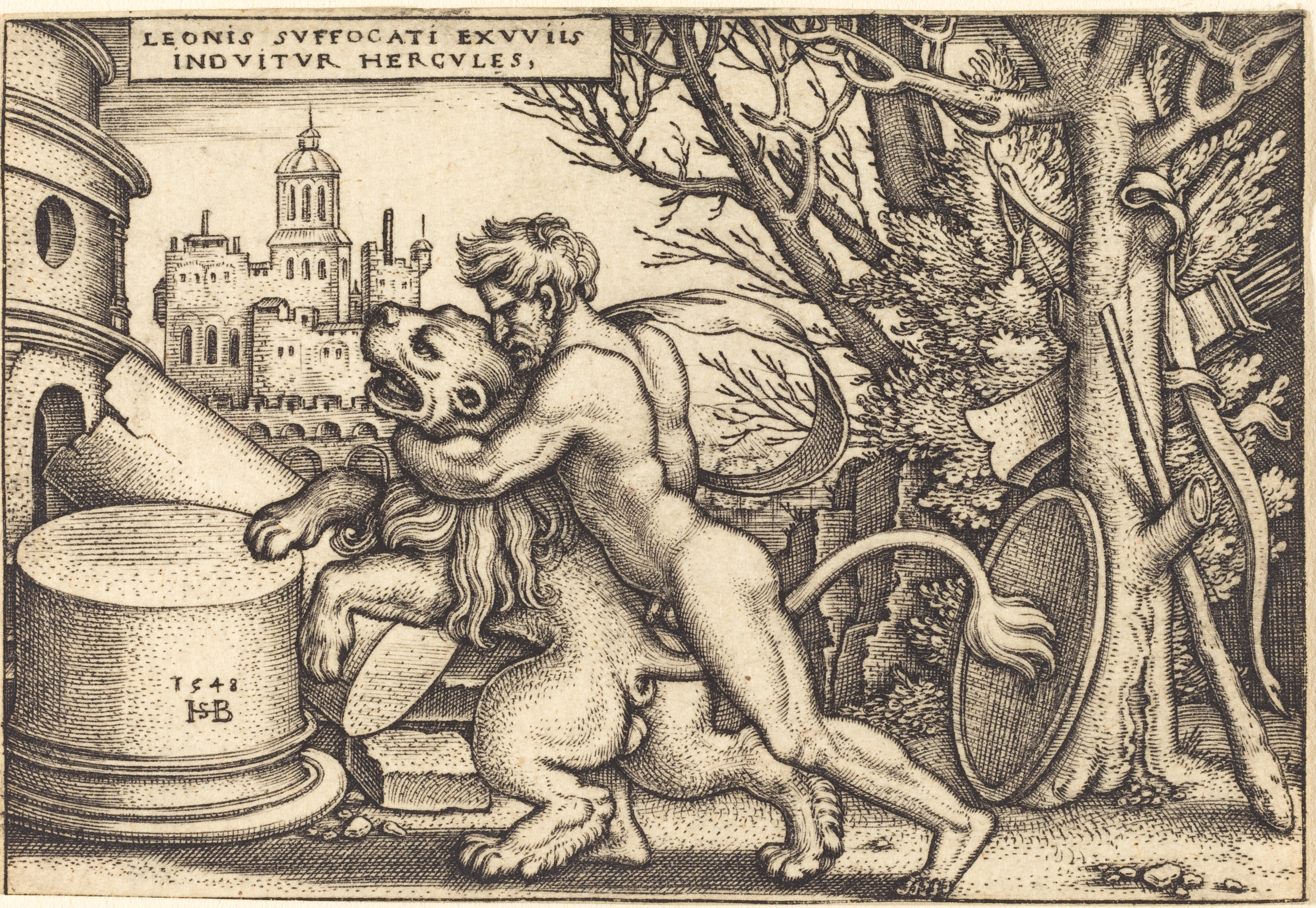
Hercules tötet den nemäischen Löwen (sein Bogen hängt rechts am Baum)
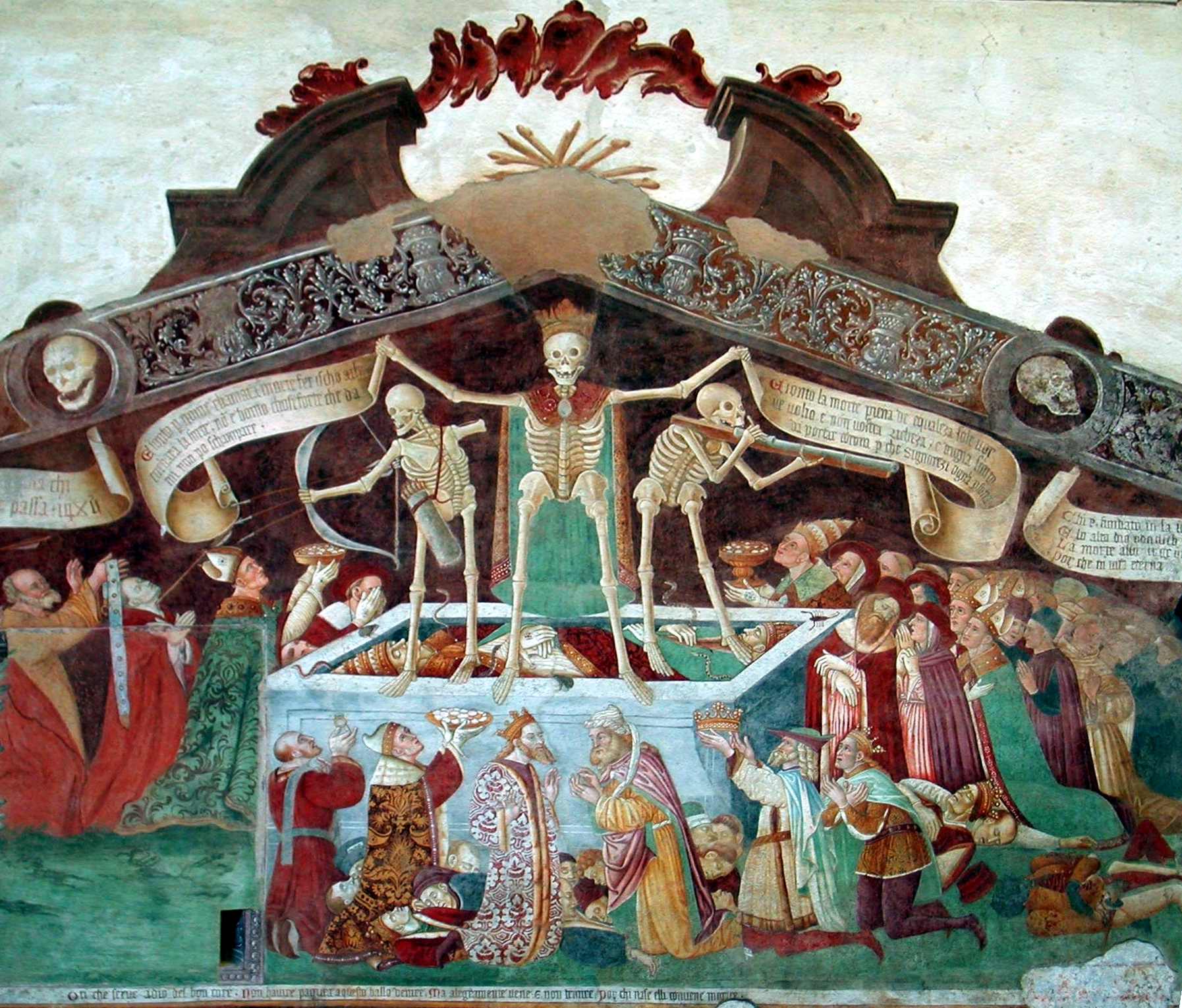
Der Tod als Bogenschütze mit drei gleichzeitig geschossenen Pfeilen (aus Totentanz „Danse Macabre“ Commons)
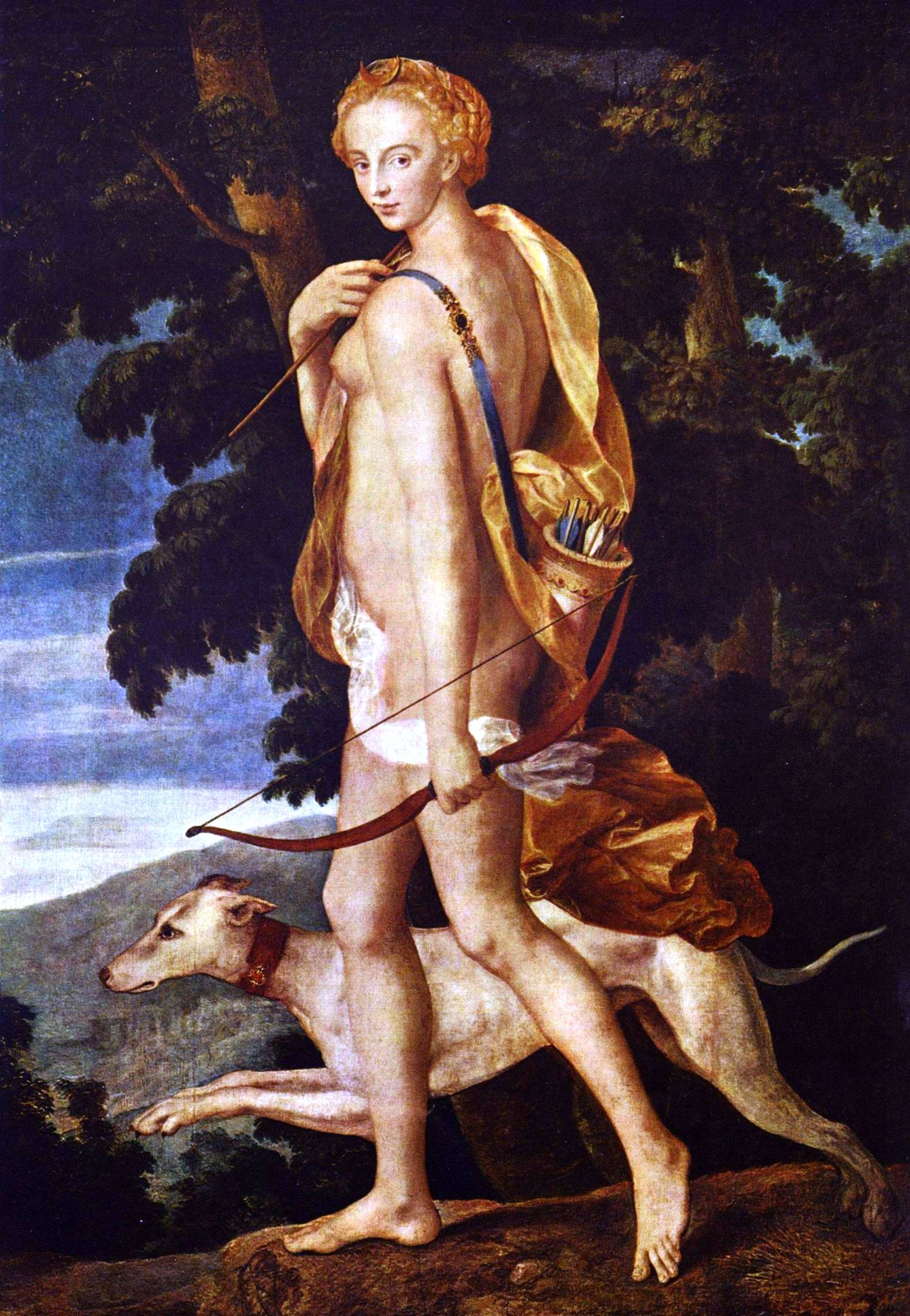
Diana auf der Jagd
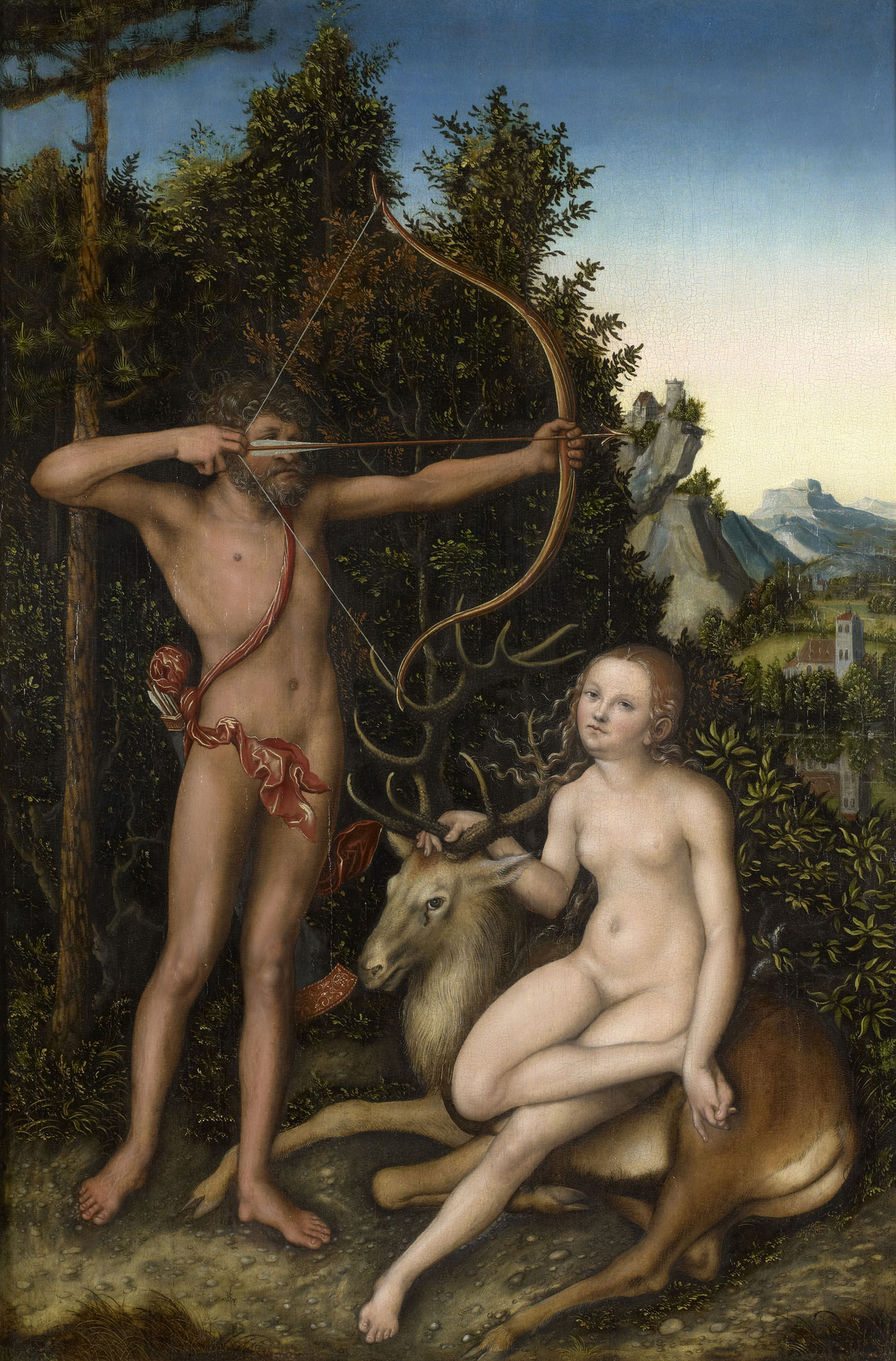
Apollon und Diana
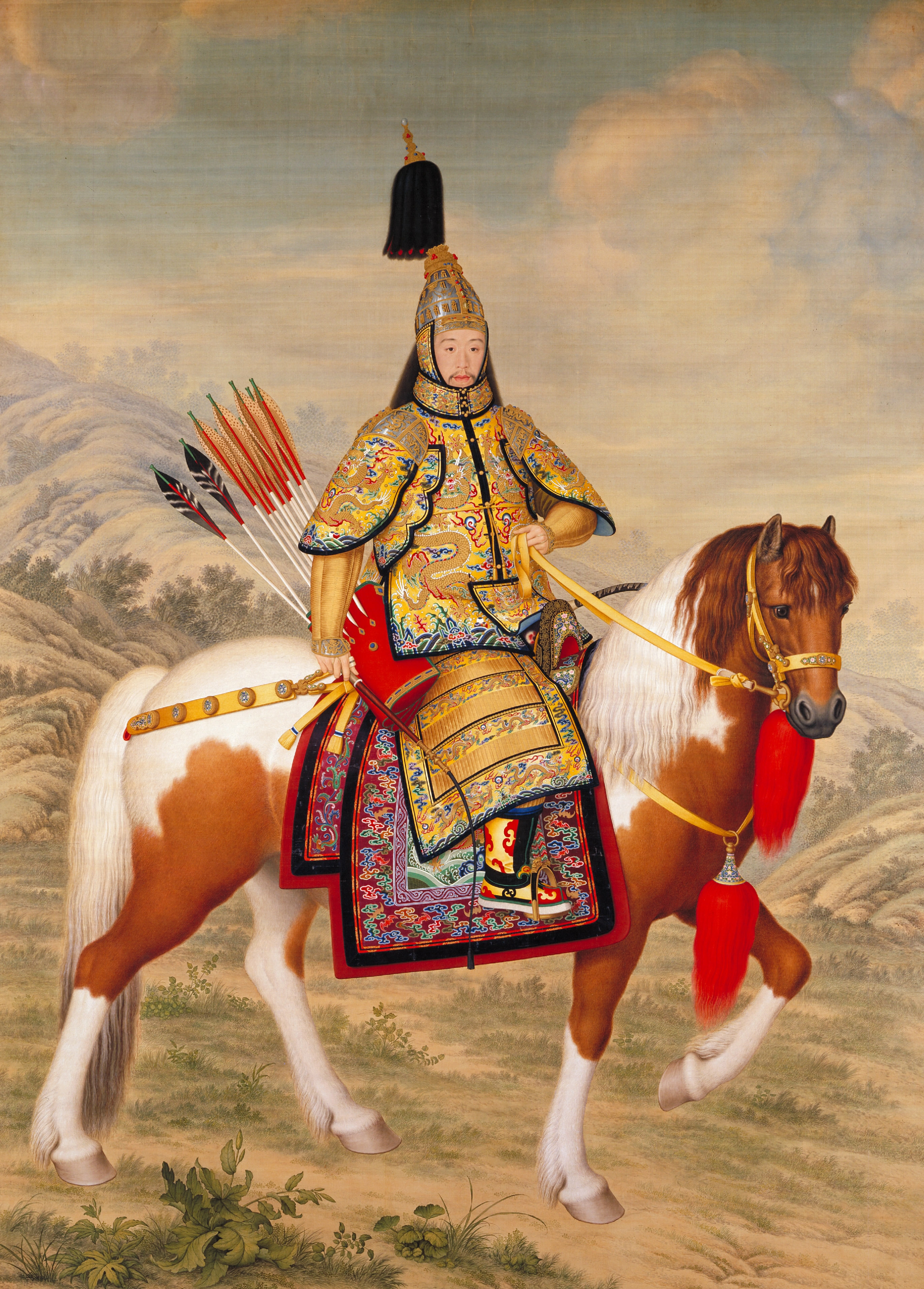
Reiterbogen und gespleißte Pfeile
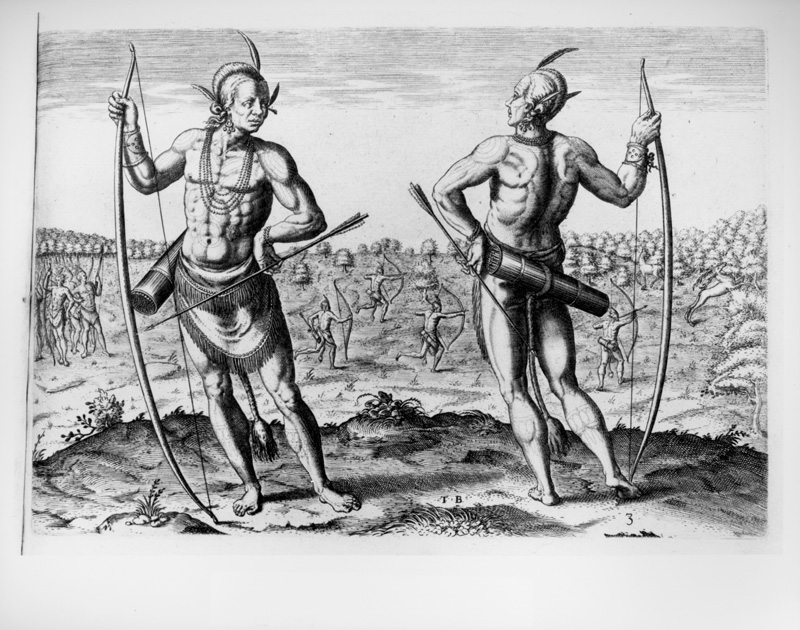
Häuptlinge der Virginia-Algonkin von Theodor de Bry, 1590
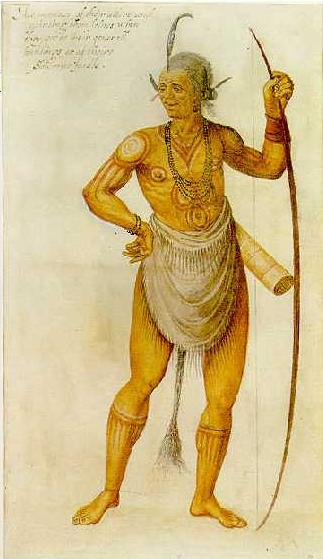
Opechancanough, Häuptling der Pamunkey